# Hinamatsuri

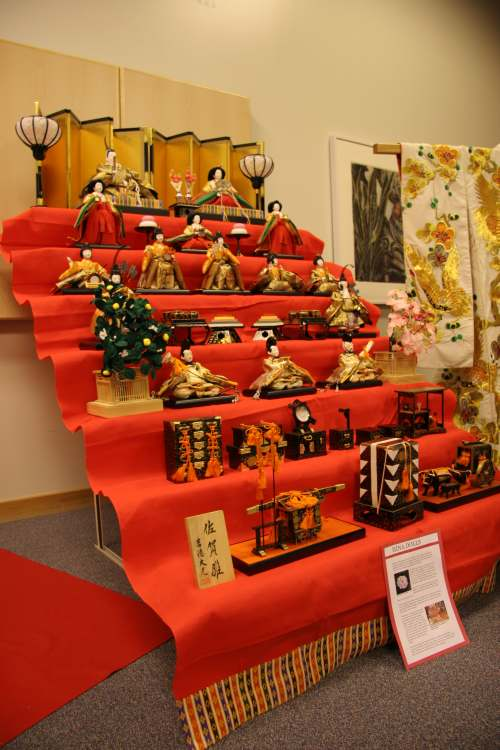
Zeven lagen Hina poppen verzameling

Het Japanse Poppenfeest (Japans: 雛祭り, Hinamatsuri) of Meisjesdag, ook perzikbloesemfestival genoemd, wordt gevierd op 3 maart. Een opstelling met meerdere etages en daarover een rood kleed (緋毛氈, hi-mōsen) wordt gebruikt om een verzameling ornamentele poppen (雛人形, hina-ningyō) uit te stallen. Deze poppen stellen de keizer, keizerin, hofdames en musici voor in de traditionele hofkleding van de Heianperiode (794 tot 1185). 

## Opstelling

### Eerste niveau

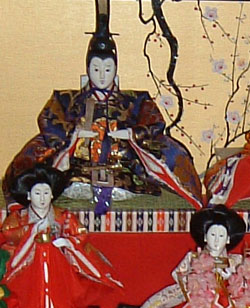
Een pop die de keizer voorstelt

Op de hoogste etage staan twee poppen die de keizer (お内裏さま, O-Dairi-sama) en keizerin (お雛さま, O-Hina-sama) voorstellen.
De poppen staan gewoonlijk voor een goudkleurig miniatuur kamerscherm. 

### Tweede niveau
Op het tweede niveau staan drie hofdames (三人官女, Sannin kanjo) die ieder een sakekruik vasthouden.

### Derde niveau
Op het derde niveau staan vijf muzikanten (五人囃し, Gonin bayashi), een zanger met een waaier en bespelers van een fluit en drie formaten trommels.

### Vierde niveau
Op het vierde niveau staan twee ministers (随身, Zuishiin)

### Lagere niveaus
Op de lagere niveaus staan miniaturen van meubels, gereedschap, koetsen, mandarijn- en kersenbomen etc.

## Oorsprong en gewoontes

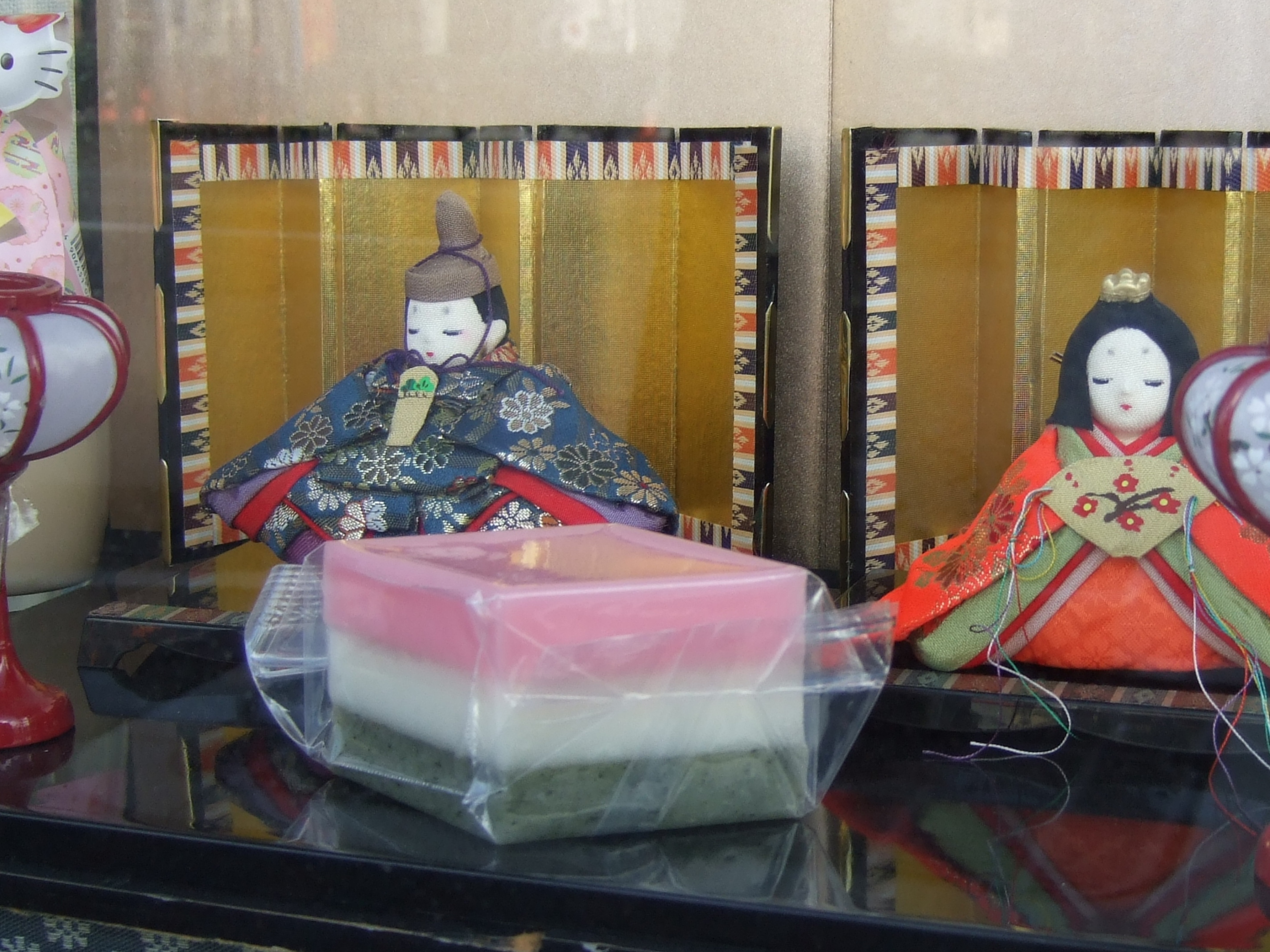
Hishi mochi; 3 lagen mochi plakken op elkaar (roze-wit-groen) in een ruitvorm, die wordt gegeten tijdens hinamatsuri

De gewoonte om poppen te etaleren begon tijdens de Heianperiode. Daarvoor geloofde men dat poppen slechte geesten konden bevatten en vasthouden om zo de eigenaar te beschermen. Een bijgeloof betreffende hinamatsuri is dat als een familie vergeet de poppen op te ruimen voordat 4 maart aanbreekt, het meisje het komende jaar niet zal trouwen.
Hinamatsuri gaat terug op de oude Japanse gewoonte van de 'drijvende poppen' (雛流し, Hina-nagashi) waarbij papieren poppen in een bootje op een rivier worden gezet om zo de slechte geesten mee naar zee te nemen.
Zoete, niet-alcoholische sake, genaamd amazake, is de gebruikelijke drank op hinamatsuri. Daarbij worden arare, eenhapscrackers met sojasaus, gegeten. Ook worden er traditioneel wagashi (Japanse zoetwaren) gebruikt als offer en voor de viering, zoals kusa mochi, hishi mochi en sakuramochi.